# Fuchsia cestroides
Fuchsia cestroides là một loài thực vật có hoa trong họ Anh thảo chiều. Loài này được Schulze-Menz mô tả khoa học đầu tiên năm 1940.